# Asian Indoor & Martial Arts Games 2017
| Medaillenspiegel (nach 348 von 348 Entscheidungen) | Medaillenspiegel (nach 348 von 348 Entscheidungen) | Medaillenspiegel (nach 348 von 348 Entscheidungen) | Medaillenspiegel (nach 348 von 348 Entscheidungen) | Medaillenspiegel (nach 348 von 348 Entscheidungen) | Medaillenspiegel (nach 348 von 348 Entscheidungen) |
| Platz                                              | Land                                               | G                                                  | S                                                  | B                                                  | Gesamt                                             |
| -------------------------------------------------- | -------------------------------------------------- | -------------------------------------------------- | -------------------------------------------------- | -------------------------------------------------- | -------------------------------------------------- |
| 01                                                 | Turkmenistan                                       | 89                                                 | 70                                                 | 86                                                 | 245                                                |
| 02                                                 | Volksrepublik China                                | 42                                                 | 32                                                 | 23                                                 | 97                                                 |
| 03                                                 | Iran                                               | 26                                                 | 23                                                 | 59                                                 | 108                                                |
| 04                                                 | Kasachstan                                         | 28                                                 | 28                                                 | 40                                                 | 96                                                 |
| 05                                                 | Usbekistan                                         | 24                                                 | 33                                                 | 74                                                 | 131                                                |
| 06                                                 | Thailand                                           | 21                                                 | 20                                                 | 29                                                 | 70                                                 |
| 07                                                 | Südkorea                                           | 15                                                 | 11                                                 | 15                                                 | 41                                                 |
| 08                                                 | Kirgisistan                                        | 13                                                 | 20                                                 | 37                                                 | 70                                                 |
| 09                                                 | Vietnam                                            | 13                                                 | 8                                                  | 19                                                 | 40                                                 |
| 10                                                 | Hongkong                                           | 10                                                 | 11                                                 | 14                                                 | 35                                                 |
| Vollständiger Medaillenspiegel                     |                                                    |                                                    |                                                    |                                                    |                                                    |

Die 5. Asian Indoor & Martial Arts Games fanden vom 16. September bis zum 27. September 2017 in der turkmenischen Hauptstadt Aşgabat statt.

## Austragungsorte
Insgesamt gab es 15 Austragungsorte.
- Saparmyrat-Türkmenbaşy-Olympiastadion: Eröffnungs- und Abschlussfeier;
- Bowling Centre: Bowling;
- Chess Arena: Schach;
- Billard Arena: Billard;
- Aşgabat Velodrom: Bahnradsport;
- Taekwondo and Dancesport Arena: Tanzen und Taekwondo;
- Equestrian Centre: Reiten;
- Winter Sports Complex Ashgabat: Futsal;
- Indoor Athletics Arena: Leichtathletik;
- Tennis Centre: Tennis
- Muay und Ju-jitsu Arena: Jiu Jitsu und Muay Thai;
- Martial Arts Arena: Kickboxen, Kurash und Sambo;
- Aquatics Centre: Schwimmen (Kurzbahn 25 m);
- Weightlifting Arena: Gewichtheben;
- Ashgabat Main Indoor Arena: Wrestling, Belt-Wrestling und traditionelles Wrestling

## Wettbewerbe
Insgesamt wurden 348 Goldmedaillen in 21 Sportarten vergeben.
| - 3×3-Basketball - Belt-Wrestling - Bowling - Schach - Billard - Tanzen - Reiten | - Futsal - Leichtathletik - Tennis - Jiu Jitsu - Kickboxen - Kurash - Muay Thai | - Sambo - Schwimmen - Taekwondo - Bahnradsport - Traditionelles Ringen - Gewichtheben - Ringen |

## Teilnehmende Nationen
Alle 45 Mitgliedsstaaten des OCA (Olympic Council of Asia) waren eingeladen, an diesen Spielen teilzunehmen und alle entsandten zumindest eine Sportlerin oder einen Sportler. Zum ersten Mal wurden auch die 17 Mitglieder des Oceania National Olympic Committees eingeladen und alle nahmen an den Spielen teil. Zudem nahmen auch Sportler aus der zu Frankreich gehörenden Inselgruppe Neukaledonien teil.
| - Afghanistan (158) - Bahrain (11) - Bangladesch (12) - Bhutan (9) - Brunei (1) - Kambodscha (2) - Volksrepublik China (198) - Hongkong (114) - Unabhängige Olympiateilnehmer (99) - Indien (211) - Iran (226) - Irak (52) - Japan (60) - Jordanien (115) - Kasachstan (185) | - Nordkorea (1) - Südkorea (71) - Unabhängige Olympiateilnehmer (2) - Kirgisistan (182) - Laos (7) - Libanon (68) - Macau (36) - Malaysia (13) - Malediven (38) - Mongolei (71) - Myanmar (1) - Nepal (18) - Oman (5) - Pakistan (107) - Palästina (28) - Philippinen (121) | - Katar (49) - Saudi-Arabien (55) - Singapur (12) - Sri Lanka (21) - Syrien (35) - Chinesisch Taipeh (99) - Tadschikistan (136) - Thailand (246) - Osttimor (1) - Turkmenistan (493) (gastgebende Nation) - Vereinigte Arabische Emirate (61) - Usbekistan (212) - Vietnam (105) - Jemen (6) - Olympia-Flüchtlingsteam (5) |

| - Amerikanisch-Samoa (7) - Australien (18) - Cookinseln (11) - Föderierte Staaten von Mikronesien (11) - Fidschi (28) - Guam (34) | - Kiribati (13) - Marshallinseln (10) - Nauru (12) - Frankreich (2) - Palau (10) - Papua-Neuguinea (10) | - Samoa (16) - Salomonen (19) - Tonga (10) - Tuvalu (8) - Vanuatu (14) - Tahiti (23) |

## Veranstaltungskalender
Legende zum nachfolgend dargestellten Wettkampfprogramm:
|  | Eröffnungs- und Abschlusszeremonie |  | Qualifikationswettkämpfe | ? | Finalentscheidungen |

Letzte Spalte: Gesamtanzahl der Entscheidungen in den einzelnen Sportarten
| Zeitplan der Asian Indoor & Martial Arts Games 2017 (mit Anzahl der Entscheidungen) | Zeitplan der Asian Indoor & Martial Arts Games 2017 (mit Anzahl der Entscheidungen) | Zeitplan der Asian Indoor & Martial Arts Games 2017 (mit Anzahl der Entscheidungen) | Zeitplan der Asian Indoor & Martial Arts Games 2017 (mit Anzahl der Entscheidungen) | Zeitplan der Asian Indoor & Martial Arts Games 2017 (mit Anzahl der Entscheidungen) | Zeitplan der Asian Indoor & Martial Arts Games 2017 (mit Anzahl der Entscheidungen) | Zeitplan der Asian Indoor & Martial Arts Games 2017 (mit Anzahl der Entscheidungen) | Zeitplan der Asian Indoor & Martial Arts Games 2017 (mit Anzahl der Entscheidungen) | Zeitplan der Asian Indoor & Martial Arts Games 2017 (mit Anzahl der Entscheidungen) | Zeitplan der Asian Indoor & Martial Arts Games 2017 (mit Anzahl der Entscheidungen) | Zeitplan der Asian Indoor & Martial Arts Games 2017 (mit Anzahl der Entscheidungen) | Zeitplan der Asian Indoor & Martial Arts Games 2017 (mit Anzahl der Entscheidungen) | Zeitplan der Asian Indoor & Martial Arts Games 2017 (mit Anzahl der Entscheidungen) | Zeitplan der Asian Indoor & Martial Arts Games 2017 (mit Anzahl der Entscheidungen) |
|                                                                                     | Sa                                                                                  | So                                                                                  | Mo                                                                                  | Di                                                                                  | Mi                                                                                  | Do                                                                                  | Fr                                                                                  | Sa                                                                                  | So                                                                                  | Mo                                                                                  | Di                                                                                  | Mi                                                                                  | Gesamt                                                                              |
| September                                                                           | 16.                                                                                 | 17.                                                                                 | 18.                                                                                 | 19.                                                                                 | 20.                                                                                 | 21.                                                                                 | 22.                                                                                 | 23.                                                                                 | 24.                                                                                 | 25.                                                                                 | 26.                                                                                 | 27.                                                                                 |                                                                                     |
| ----------------------------------------------------------------------------------- | ----------------------------------------------------------------------------------- | ----------------------------------------------------------------------------------- | ----------------------------------------------------------------------------------- | ----------------------------------------------------------------------------------- | ----------------------------------------------------------------------------------- | ----------------------------------------------------------------------------------- | ----------------------------------------------------------------------------------- | ----------------------------------------------------------------------------------- | ----------------------------------------------------------------------------------- | ----------------------------------------------------------------------------------- | ----------------------------------------------------------------------------------- | ----------------------------------------------------------------------------------- | ----------------------------------------------------------------------------------- |
| Eröffnung                                                                           |                                                                                     |                                                                                     |                                                                                     |                                                                                     |                                                                                     |                                                                                     |                                                                                     |                                                                                     |                                                                                     |                                                                                     |                                                                                     |                                                                                     |                                                                                     |
| 3×3-Basketball                                                                      |                                                                                     |                                                                                     |                                                                                     |                                                                                     |                                                                                     |                                                                                     |                                                                                     |                                                                                     | 2                                                                                   |                                                                                     |                                                                                     |                                                                                     | 2                                                                                   |
| Bowling                                                                             |                                                                                     |                                                                                     |                                                                                     |                                                                                     |                                                                                     | 1                                                                                   | 1                                                                                   | 1                                                                                   | 1                                                                                   |                                                                                     |                                                                                     | 2                                                                                   | 6                                                                                   |
| Schach                                                                              |                                                                                     |                                                                                     |                                                                                     |                                                                                     |                                                                                     |                                                                                     |                                                                                     |                                                                                     | 2                                                                                   |                                                                                     | 4                                                                                   | 4                                                                                   | 10                                                                                  |
| Billard                                                                             |                                                                                     |                                                                                     |                                                                                     |                                                                                     | 1                                                                                   | 1                                                                                   | 3                                                                                   | 1                                                                                   | 2                                                                                   | 2                                                                                   | 3                                                                                   |                                                                                     | 13                                                                                  |
| Tanzen                                                                              |                                                                                     |                                                                                     |                                                                                     |                                                                                     |                                                                                     |                                                                                     |                                                                                     |                                                                                     |                                                                                     | 6                                                                                   | 5                                                                                   |                                                                                     | 11                                                                                  |
| Reiten                                                                              |                                                                                     |                                                                                     |                                                                                     |                                                                                     | 2                                                                                   |                                                                                     | 1                                                                                   |                                                                                     |                                                                                     |                                                                                     |                                                                                     |                                                                                     | 3                                                                                   |
| Futsal                                                                              |                                                                                     |                                                                                     |                                                                                     |                                                                                     |                                                                                     |                                                                                     |                                                                                     |                                                                                     |                                                                                     | 1                                                                                   | 1                                                                                   |                                                                                     | 2                                                                                   |
| Leichtathletik                                                                      |                                                                                     |                                                                                     | 8                                                                                   | 8                                                                                   | 9                                                                                   |                                                                                     |                                                                                     |                                                                                     |                                                                                     |                                                                                     |                                                                                     |                                                                                     | 25                                                                                  |
| Jiu Jitsu                                                                           | 10                                                                                  |                                                                                     | 7                                                                                   | 8                                                                                   |                                                                                     |                                                                                     |                                                                                     |                                                                                     |                                                                                     |                                                                                     |                                                                                     |                                                                                     | 25                                                                                  |
| Kickboxen                                                                           |                                                                                     |                                                                                     |                                                                                     |                                                                                     |                                                                                     |                                                                                     |                                                                                     |                                                                                     | 2                                                                                   | 6                                                                                   | 7                                                                                   |                                                                                     | 15                                                                                  |
| Kurash                                                                              |                                                                                     |                                                                                     |                                                                                     |                                                                                     | 3                                                                                   | 6                                                                                   | 6                                                                                   |                                                                                     |                                                                                     |                                                                                     |                                                                                     |                                                                                     | 15                                                                                  |
| Muay Thai                                                                           |                                                                                     |                                                                                     |                                                                                     |                                                                                     |                                                                                     | 14                                                                                  |                                                                                     |                                                                                     |                                                                                     |                                                                                     |                                                                                     |                                                                                     | 14                                                                                  |
| Sambo                                                                               |                                                                                     |                                                                                     |                                                                                     |                                                                                     |                                                                                     |                                                                                     |                                                                                     |                                                                                     | 9                                                                                   | 7                                                                                   | 7                                                                                   |                                                                                     | 23                                                                                  |
| Schwimmen                                                                           |                                                                                     |                                                                                     |                                                                                     |                                                                                     |                                                                                     |                                                                                     | 8                                                                                   | 7                                                                                   | 8                                                                                   | 7                                                                                   |                                                                                     |                                                                                     | 30                                                                                  |
| Taekwondo                                                                           |                                                                                     |                                                                                     |                                                                                     | 3                                                                                   | 4                                                                                   | 4                                                                                   | 3                                                                                   | 4                                                                                   |                                                                                     |                                                                                     |                                                                                     |                                                                                     | 18                                                                                  |
| Tennis                                                                              |                                                                                     |                                                                                     |                                                                                     |                                                                                     |                                                                                     |                                                                                     |                                                                                     |                                                                                     |                                                                                     | 1                                                                                   | 3                                                                                   | 1                                                                                   | 5                                                                                   |
| Bahnradfahren                                                                       |                                                                                     |                                                                                     | 1                                                                                   |                                                                                     | 1                                                                                   | 1                                                                                   | 3                                                                                   | 3                                                                                   |                                                                                     |                                                                                     |                                                                                     |                                                                                     | 9                                                                                   |
| Gewichtheben                                                                        |                                                                                     |                                                                                     | 2                                                                                   | 2                                                                                   | 2                                                                                   | 2                                                                                   | 2                                                                                   | 2                                                                                   | 2                                                                                   | 2                                                                                   |                                                                                     |                                                                                     | 16                                                                                  |
| Ringen                                                                              | 13                                                                                  |                                                                                     | 13                                                                                  | 14                                                                                  | 14                                                                                  | 6                                                                                   | 12                                                                                  | 12                                                                                  |                                                                                     |                                                                                     |                                                                                     |                                                                                     | 84                                                                                  |
| E-Sport (Demonstrations-Bewerb)                                                     |                                                                                     |                                                                                     |                                                                                     |                                                                                     |                                                                                     |                                                                                     |                                                                                     |                                                                                     |                                                                                     |                                                                                     | 2                                                                                   | 2                                                                                   | 4                                                                                   |
| Abschluss                                                                           |                                                                                     |                                                                                     |                                                                                     |                                                                                     |                                                                                     |                                                                                     |                                                                                     |                                                                                     |                                                                                     |                                                                                     |                                                                                     |                                                                                     |                                                                                     |
| Medaillenentscheidungen                                                             | 23                                                                                  | 0                                                                                   | 34                                                                                  | 36                                                                                  | 34                                                                                  | 36                                                                                  | 39                                                                                  | 27                                                                                  | 34                                                                                  | 40                                                                                  | 38                                                                                  | 7                                                                                   | 348                                                                                 |
| September                                                                           | 16.                                                                                 | 17.                                                                                 | 18.                                                                                 | 19.                                                                                 | 20.                                                                                 | 21.                                                                                 | 22.                                                                                 | 23.                                                                                 | 24.                                                                                 | 25.                                                                                 | 26.                                                                                 | 27.                                                                                 |                                                                                     |
|                                                                                     | Sa                                                                                  | So                                                                                  | Mo                                                                                  | Di                                                                                  | Mi                                                                                  | Do                                                                                  | Fr                                                                                  | Sa                                                                                  | So                                                                                  | Mo                                                                                  | Di                                                                                  | Mi                                                                                  | Gesamt                                                                              |